# Paralaxita tanita
Paralaxita tanita är en fjärilsart som beskrevs av William Chapman Hewitson 1860. Paralaxita tanita ingår i släktet Paralaxita och familjen Riodinidae. Inga underarter finns listade i Catalogue of Life.